# قلعه حسین‌آباد هرات
قلعه حسین‌آباد هرات مربوط به دوره قاجار است و در شهرستان خاتم، بخش مرکزی، دهستان فتح‌آباد، روستای حسین‌آباد واقع شده و این اثر در تاریخ ۲۶ اسفند ۱۳۸۶ با شمارهٔ ثبت ۲۲۱۰۶ به‌عنوان یکی از آثار ملی ایران به ثبت رسیده‌است.